# WSOF 11
WSOF 11: Gathje vs. Newell foi um evento de artes marciais mistas promovido pelo World Series of Fighting, ocorrido em 5 de julho de 2014 no Ocean Center em Daytona, Florida.

## Background
Rousimar Palhares era esperado para fazer sua primeira defesa do Cinturão Meio Médio do WSOF contra o veterano do UFC Jon Fitch. Em 30 de Abril de 2014 foi anunciado que a luta foi cancelada devido a um problema pessoal de Palhares.
Esse evento irá contar com a primeira vez que o campeão Justin Gaethje defenderá o Cinturão Peso Leve do WSOF contra o também invicto Nick Newell.
O veterano  ex-UFC Melvin Guillard é esperado para estrear nesse evento, e o também ex-UFC Jake Shields era esperado para estrear nesse evento contra Jon Fitch mas teve que ser tirado do card devido a uma lesão. Seu substituto seria Josh Burkman, mas esse támbem foi retirado do card, e substituído por Dennis Hallman.
Melvin Guillard é esperado para estrear no WSOF nesse evento.
Matt Hamill era esperado para fazer sua estréia nesse evento, mas teve que se retirar devido a uma lesão.
Brian Cobb era esperado para enfrentar Luis Palomino, mas Cobb se lesionou e foi substituído por T.J. O'Brien.

## Card Oficial
^ a: Pelo Cinturão Peso Leve do WSOF.

## Ligações Externas
1. ↑  a[›]